# 服务定位器模式
服务定位器模式是一种软件设计模式。使用强抽象層封装了获取服务的过程。此模式使用称为“服务定位器”的中央注册表，它根据请求返回执行特定任务所需的信息。赞成者认为这简化了基于部件的程序开发，因为所有依赖在开发之初就清晰列出；而且运行时可灵活、动态可用资源而不必重新编译程序。批评者认为这是反模式，模糊了依赖，使程序难以测试。